# Spaghetti (filme)
Spaghetti é um curta-metragem de comédia mudo norte-americano, realizado em 1916, com o ator cômico Oliver Hardy.

## Elenco
- Oliver Hardy - (como Babe Hardy)
- Billy Ruge
- Ray Godfrey
- Bert Tracy
- Harry Burns - Chefe
- Joe Cohen